# پیشگاه‌خانه‌های بولونیا
پیشگاه‌خانه‌های بولونیا از میراث فرهنگی و معماری مهم بولونیا، ایتالیا هستند و همراه با برج‌های فراوان نمادی از شهر هستند. هیچ شهر دیگری در جهان به اندازه بولونیا پیشگاه‌خانه ندارد: همه آنها در مجموع بیش از ۳۸ کیلومتر (۲۴ مایل) فقط در مرکز تاریخی را پوشش می‌دهند، اما اگر آنهایی که خارج از دیوارهای شهر قرون وسطایی قرار دارند نیز در نظر گرفته شوند می‌توانند تا ۵۳ کیلومتر (۳۳ مایل) را پوشش دهند.
به دلیل اهمیت فرهنگی و هنری، پیشگاه‌خانه‌های بولونیا در سال ۲۰۲۱ به عنوان میراث جهانی یونسکو فهرست شدند.

## تاریخ

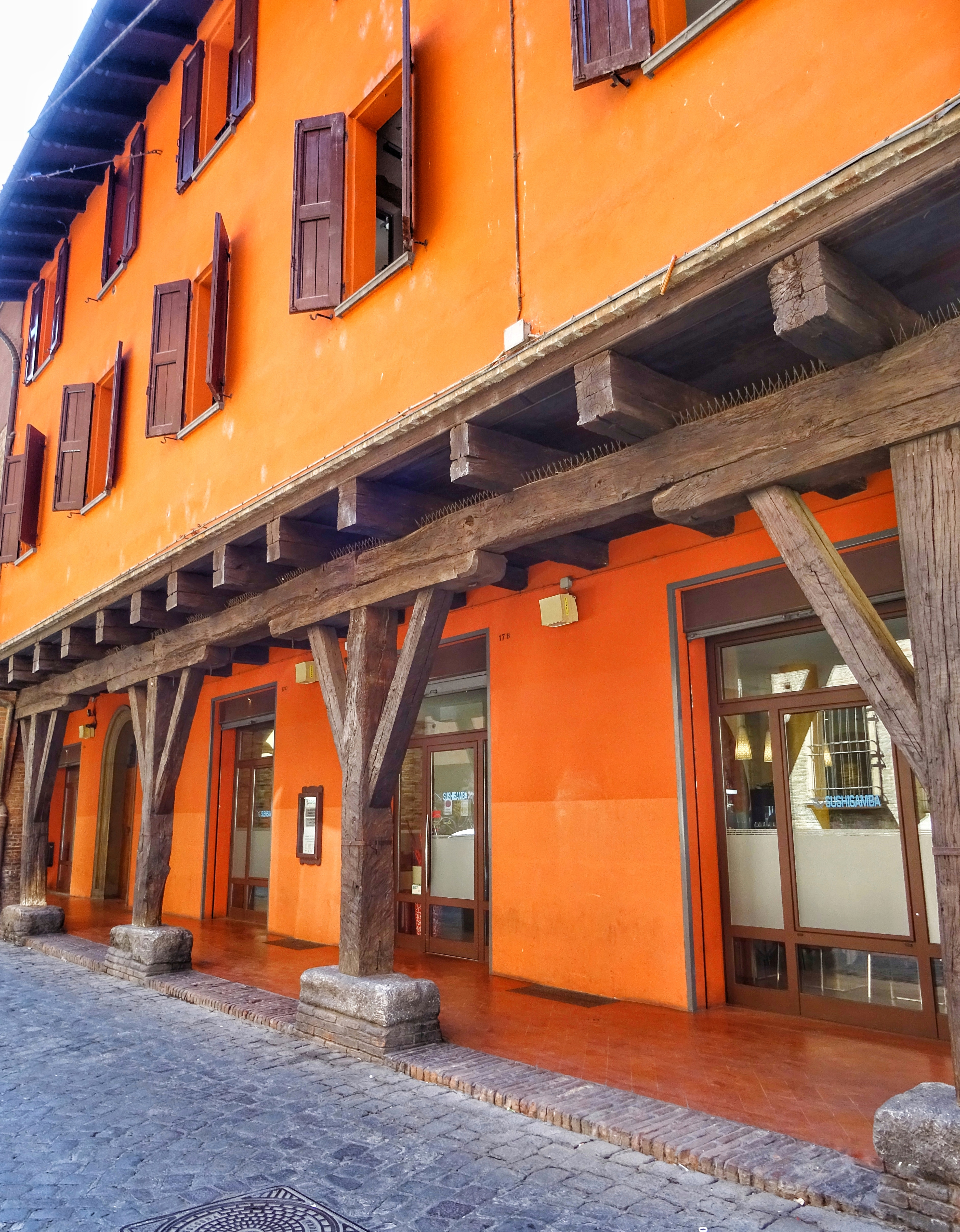
رواق‌های چوبی در ویا مارسالا، نمونه‌ای از نمای پیشگاه‌خانه‌های ابتدایی

پیشگاه‌خانه‌های بولونیا تقریباً به‌طور خود به خود، احتمالاً در ابتدایسده‌های میانه به عنوان طرح ساختمان‌های خصوصی در زمین‌های عمومی، به منظور افزایش فضاهای زندگی ساخته شده‌اند. نخستین شواهد تاریخی به سال ۱۰۴۱ برمی گردد. در دوره نخست با گسترش طبقات بالا و ایجاد برجستگی‌های چوبی، خانه‌ها افزایش یافتند. با گذشت سال‌ها، اسکله‌ها بزرگتر شدند و لازم بود برای جلوگیری از فروریختن آنها، ستون‌های نگهدارنده از پایین ساخته شوند و در نتیجه طاق‌های معروف در سراسر جهان ایجاد شد.

## نگارخانه

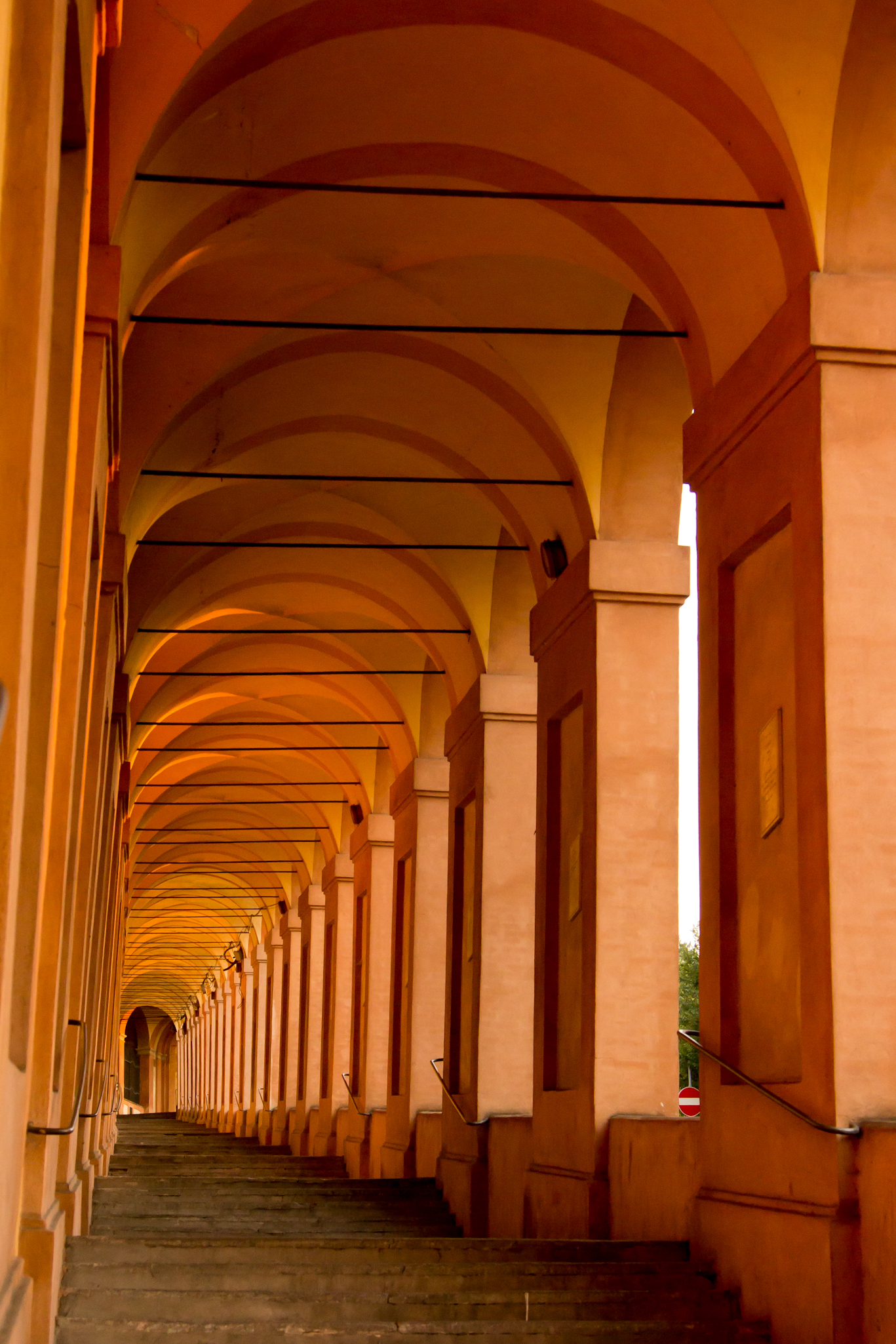
پیشگاه‌خانه سن لوکا
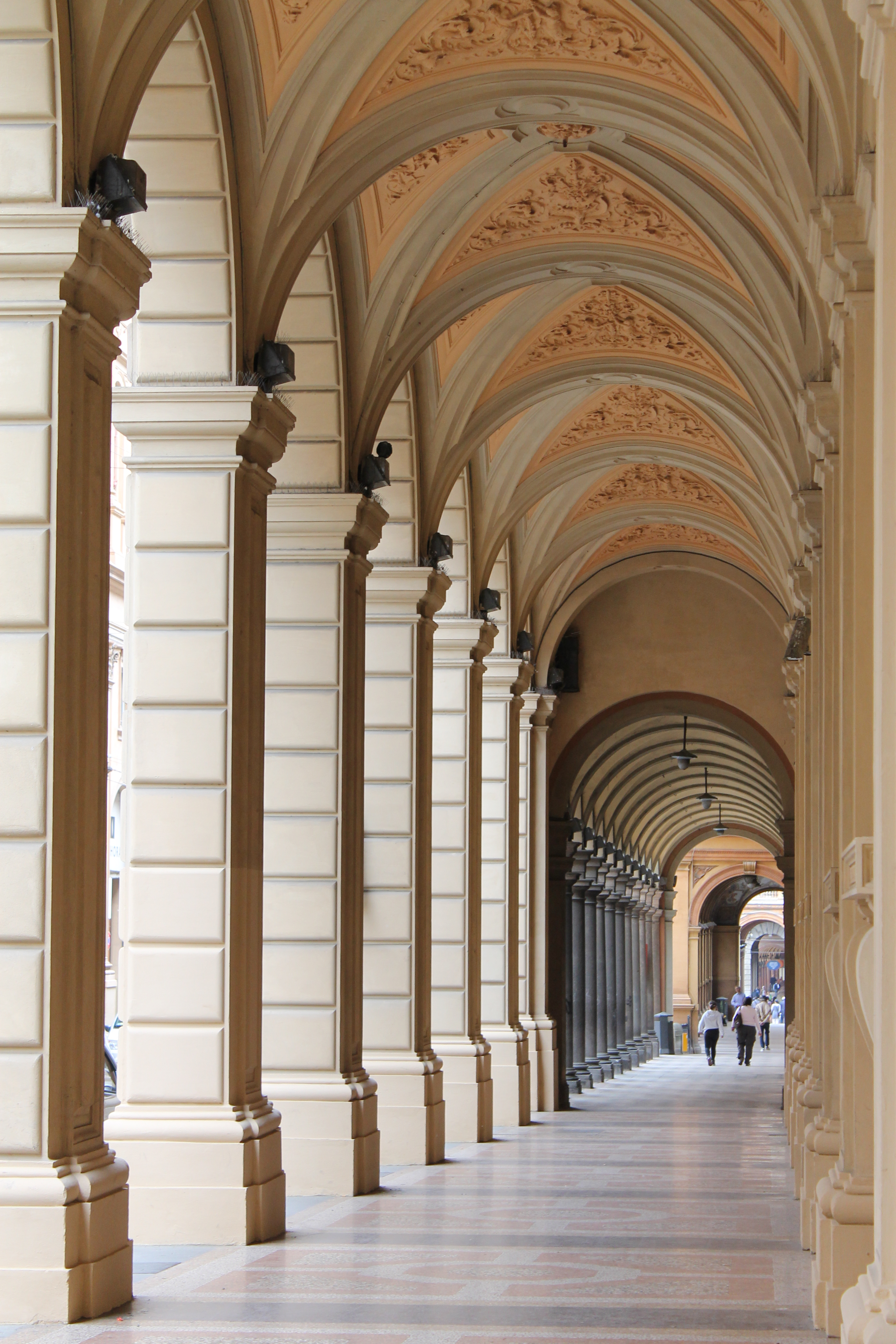
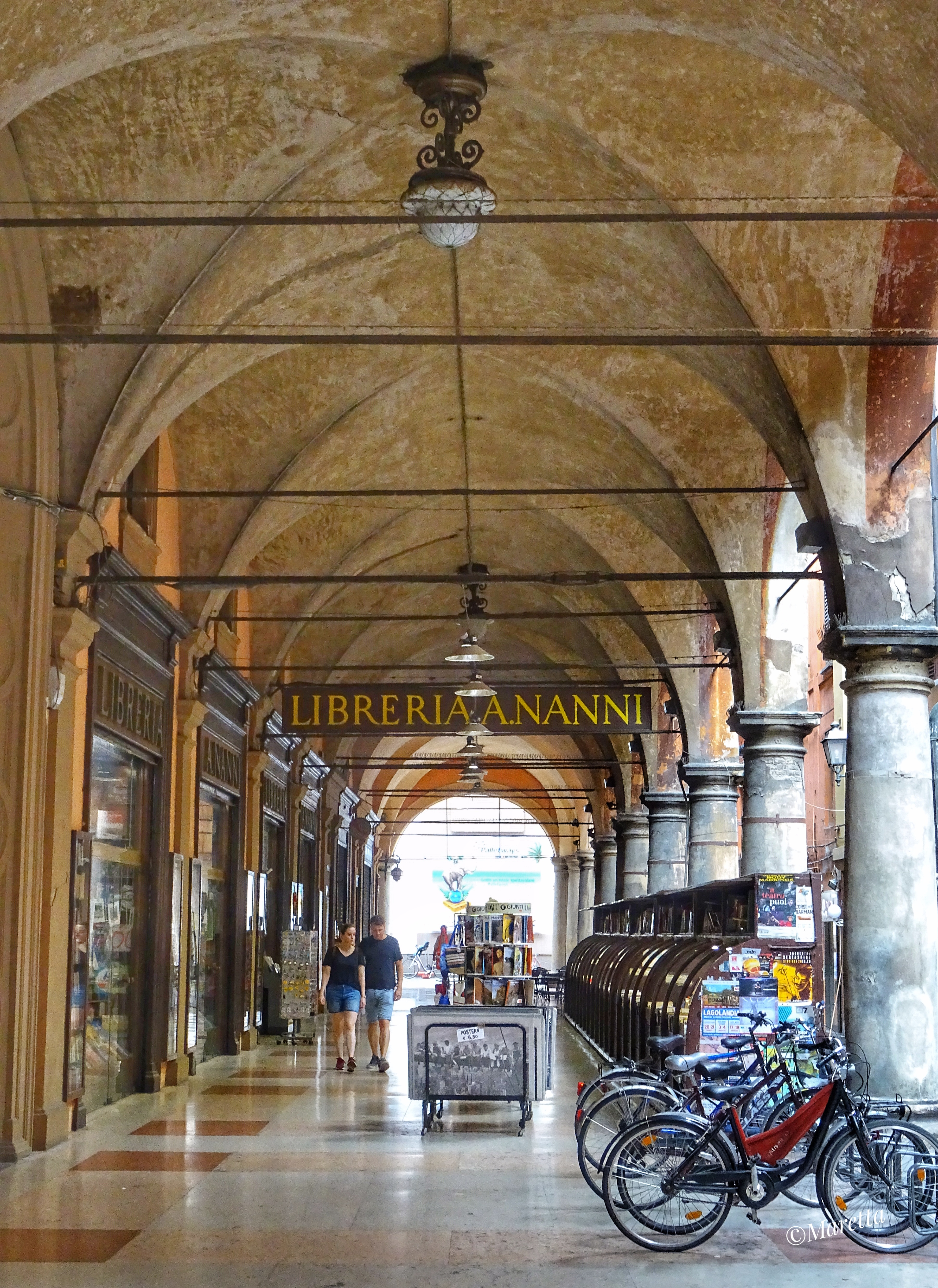
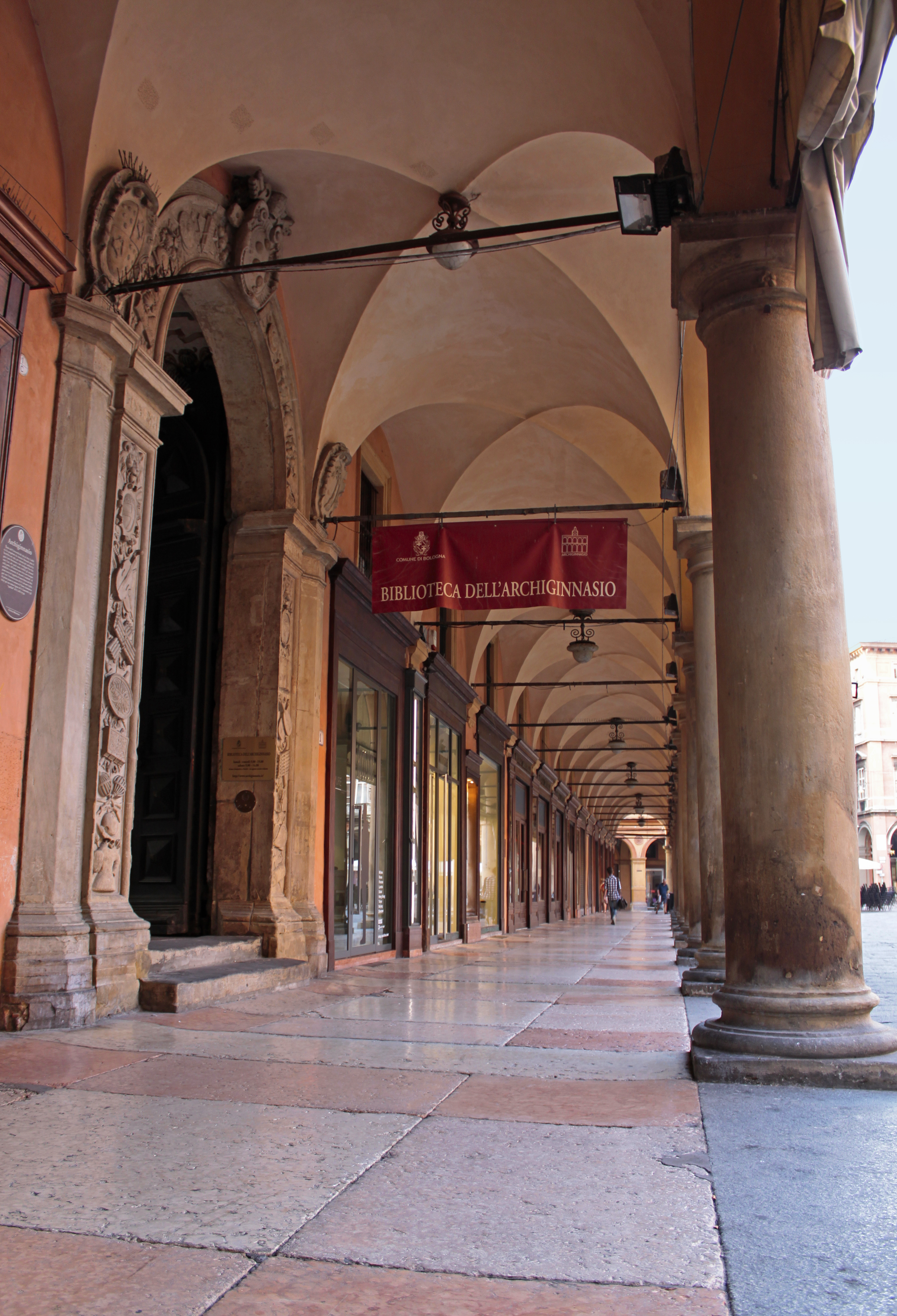
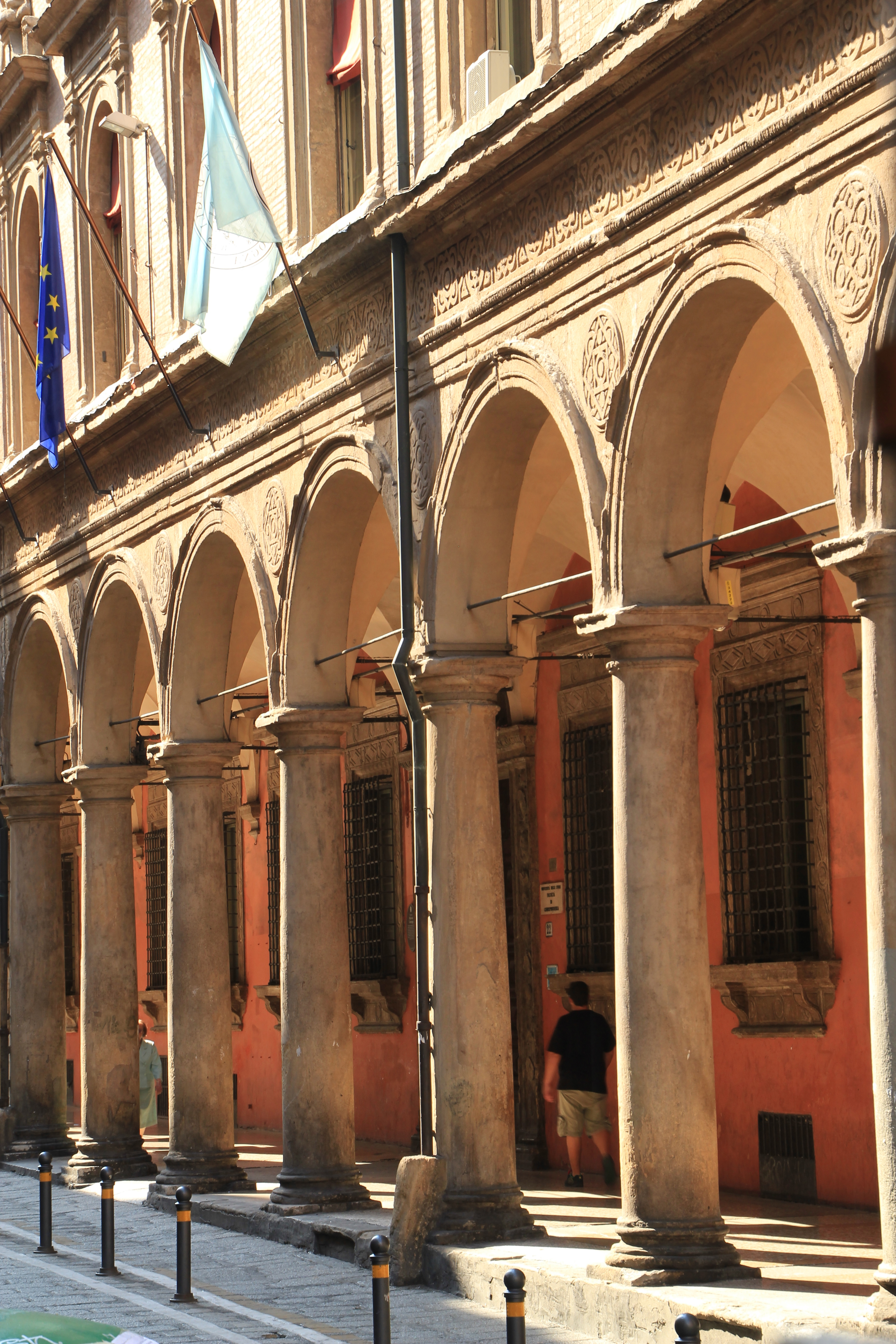
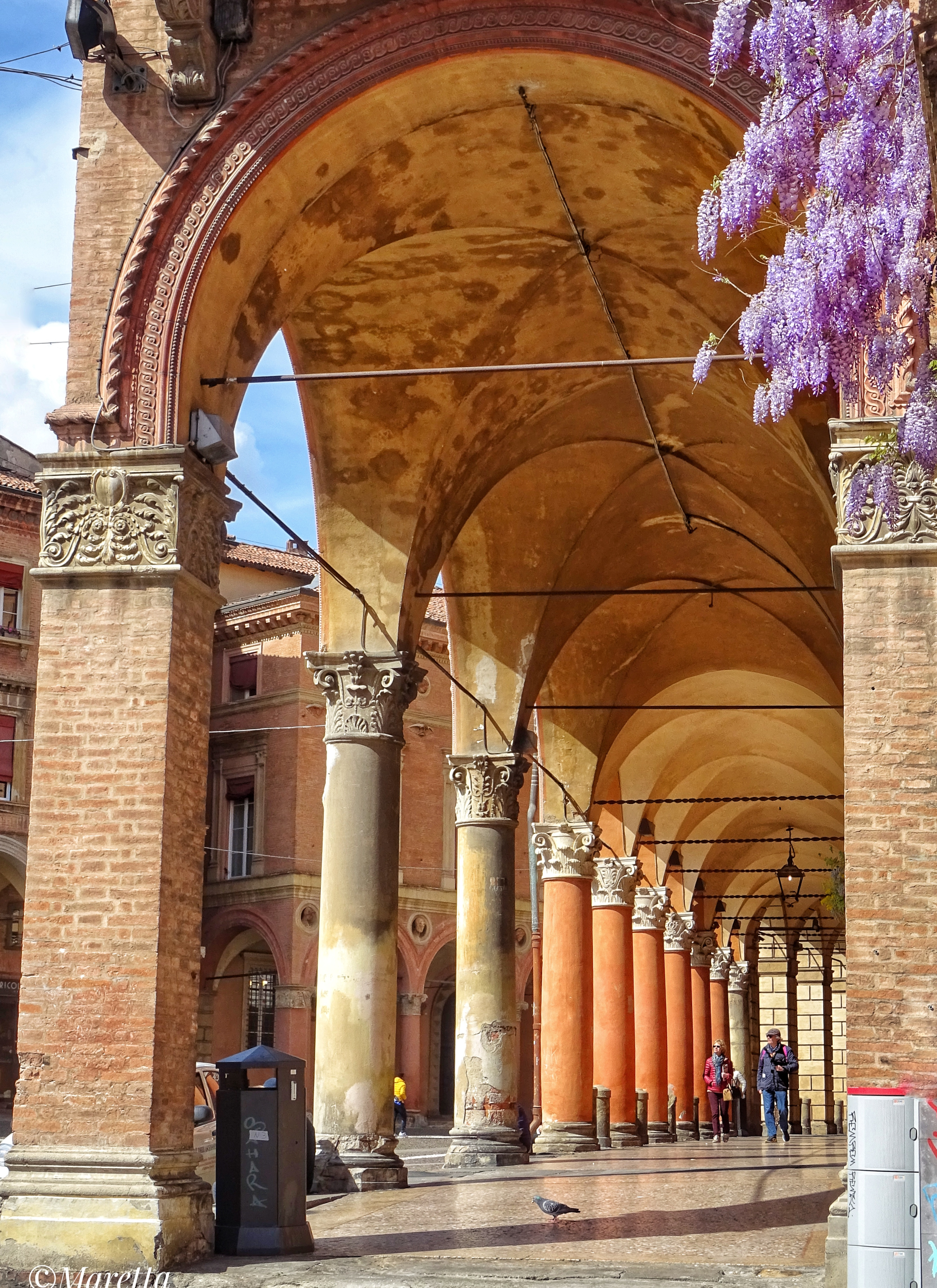
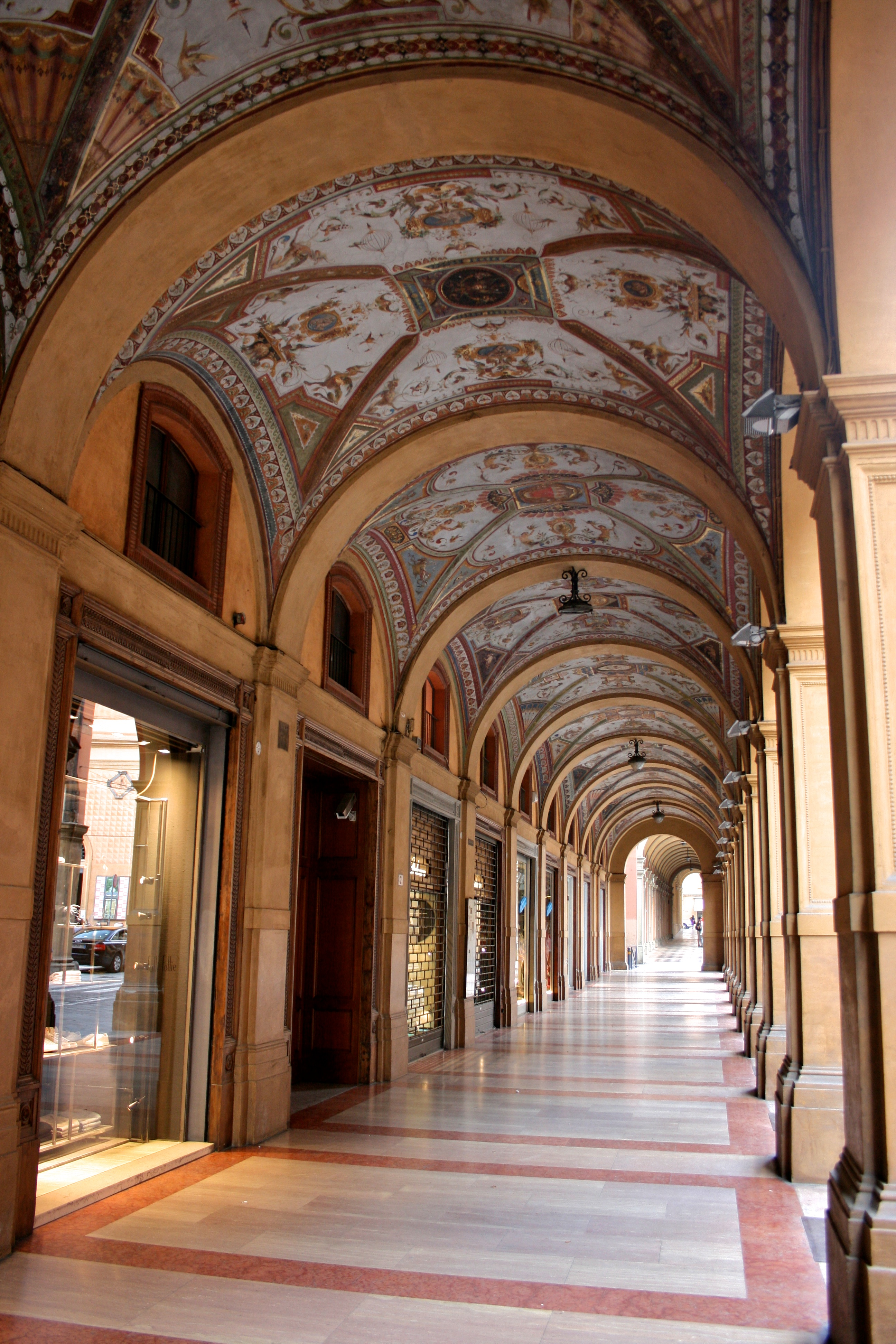
پیشگاه‌خانه کاخ بانک ایتالیا
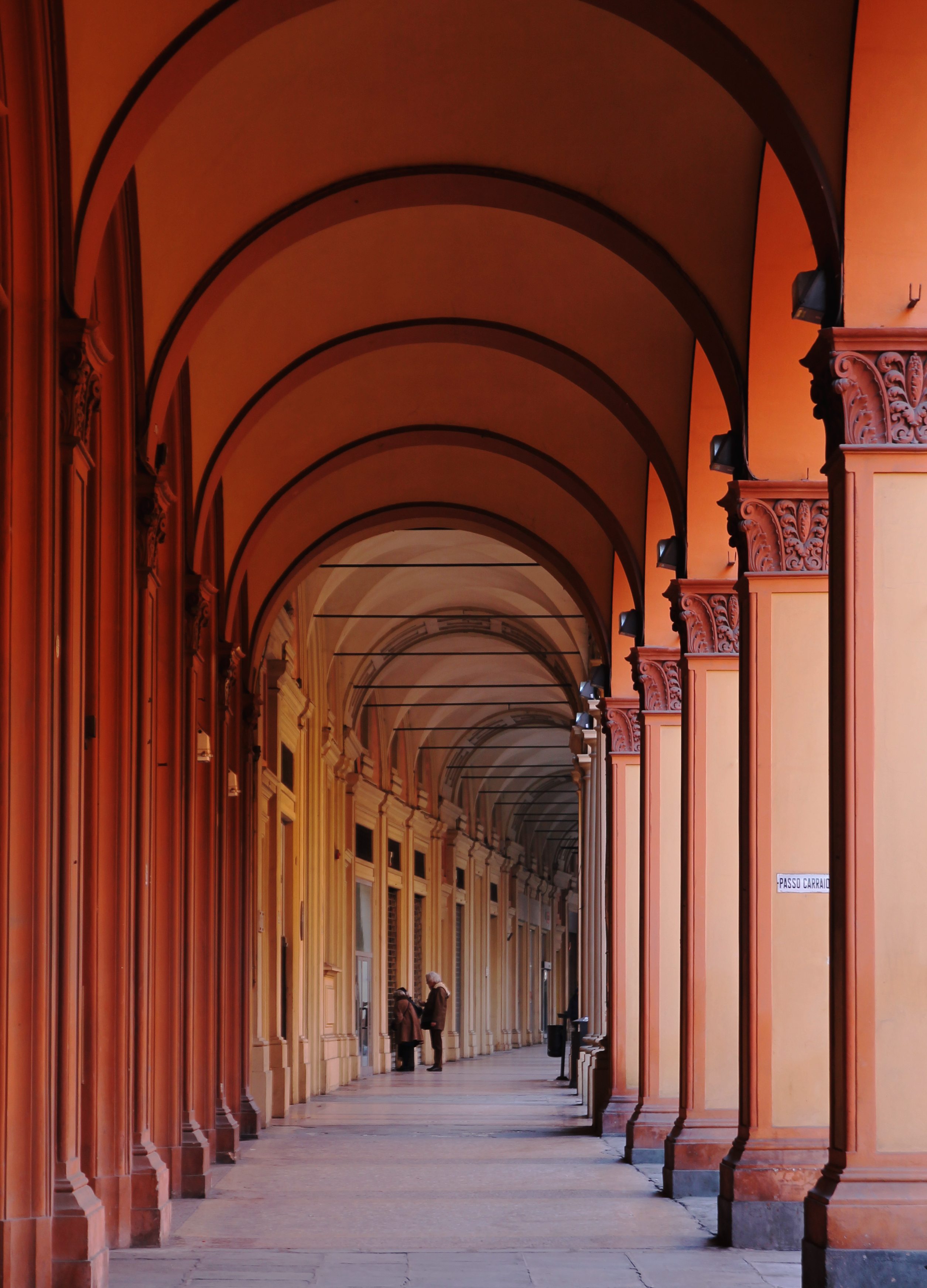
پیشگاه‌خانه‌ها در ویا فارینی
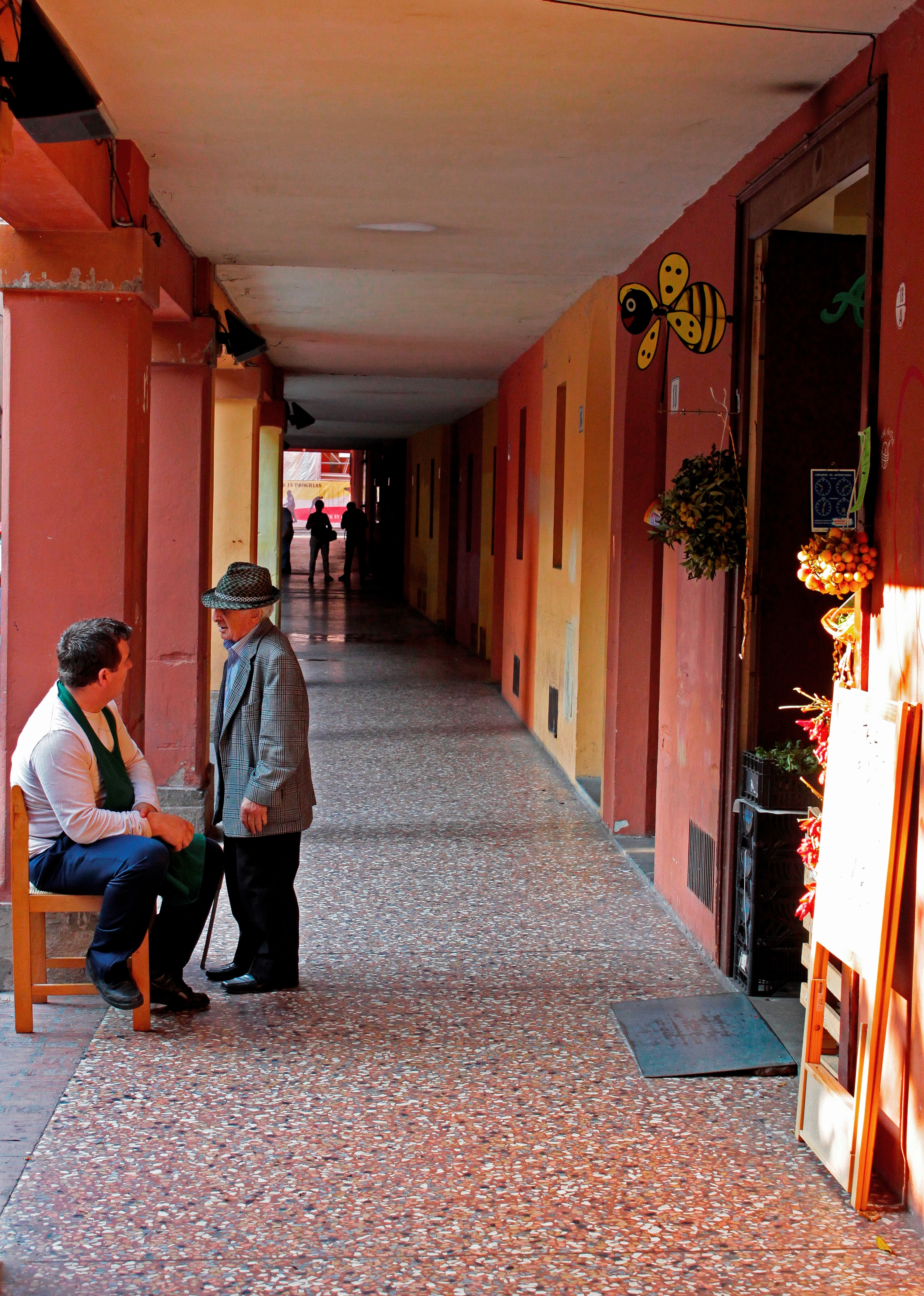
پیشگاه‌خانه‌ها در دی سان لئوناردو